# Moorhead, Mississippi
Moorhead là một thành phố thuộc quận Sunflower, tiểu bang Mississippi, Hoa Kỳ. Năm 2010, dân số của thành phố này là 2 405 người.

## Dân số
- Dân số năm 2000: 2 573 người.
- Dân số năm 2010: 2 405 người.